# Desmopachria subfasciata
Desmopachria subfasciata är en skalbaggsart som beskrevs av Young 1990. Desmopachria subfasciata ingår i släktet Desmopachria och familjen dykare. Inga underarter finns listade i Catalogue of Life.